# Филфла
Филфла (малт. Filfla) је малено каменито кречњачко острво удаљено 5 км јужно од највећег малтешког острва Малта. Неких 100 метара југозападно се налази острвце Филфолета које је уједно најјужнија тачка државе Малте.
Површина острва је свега 6 хектара и у физиономском погледу то је заравњен кречњачки плато окружен до 60 метара високим и изразито стрмим клифовима. Острво је подложно веома снажној ерозији те се његова површина константно смањује услед урушавања у море. У административном погледу ово ненасељено острво припада општини Зурик која се налази на главном острву. 
Једина позната грађевина која је икада била саграђена на овом острву је малена капелица изграђена у једној од пећина 1343. која је уништена у земљотресу 1856. због којег је цео тај део острва потонуо у море. 
Све до 1971. острво су као локацију за војне вежбе користили припадници Британске Краљевске ратне морнарице и авијације. Од 1980. острво је специјални резерват природе насељен птичијим врстама. На његовим обронцима гнезде се врсте Hydrobates pelagicus, Велики зовој (Calonectris diomedea) и Жутокљуни галеб (Larus michahellis). Острво насељавају и две ендемске врсте гуштера и пужева. На њему расте и ендемски дивљи празилук чије стабљике израсту и до 2 метра висине. 
Године 1988. донет је закон према којем је подручје од 1 наутичке миље (1,9 км) око острва проглашено заштићеним и уведена забрана риболова у тим водама. Забрана риболова је и због опасности од могућих активирања експлозивних направа заосталих након британских војних вежби. Приступ острву дозвољен је само у научне сврхе и то уз специјалну дозволу Министарства за екологију Малте. 